# Hermetia brunettii
Hermetia brunettii är en tvåvingeart som beskrevs av Lindner 1937. Hermetia brunettii ingår i släktet Hermetia och familjen vapenflugor. Inga underarter finns listade i Catalogue of Life.